# 立花 (墨田區)
立花（日语：／ Tachibana */?）是東京都墨田區的町名。現行行政地名為立花一丁目至立花六丁目。郵遞區號為131-0043。

## 地理
位於墨田區東端。北鄰東墨田，東與江戶川區平井之間以舊中川為界，南接江東區龜戶，西連文花與八廣。町域東辺邊的舊中川是墨田區-江戶川區區界，南邊的北十間川是墨田區-江東區區界。

## 歷史
1966年（昭和41年）實施新住居表示，吾嬬町東部分地區合併為現行的立花。

### 地名由來
地名來自吾嬬神社（あづまじんじゃ）祭祀的「弟橘姫」（おとたちばなひめ），為借字。弟橘姫是日本武尊在東征神話中，要從相模渡海至房總時，為了鎮住暴風雨而投入海中的「祭品」。漂流的遺物埋葬於塚中，就是後來「吾嬬神社」的起源。（吾嬬意為我的妻子。）

## 交通

### 鐵路
- 東武鐵道
  - 龜戶線：東吾嬬站

### 道路、橋梁
道路
- 都道
  - 東京都道306號王子千住南砂町線（明治通）
  - 東京都道476號南砂町吾嬬町線（丸八通）

橋梁
- 舊中川
  - 中平井橋
  - 平井橋
- 北十間川
  - 福神橋（東京都道306號王子千住南砂町線（明治通））
  - 新小原橋（東京都道476號南砂町吾嬬町線（丸八通））

## 設施
- 墨田區立立花圖書館（立花六丁目）
  - 墨田區立花幼稚園（立花一丁目）
  - 墨田區立花小學校（立花一丁目）
  - 墨田區立第一吾嬬小學校（立花一丁目）
  - 墨田區東吾嬬小學校（立花四丁目）
  - 墨田區中川小學校（立花五丁目）
  - 墨田區立花中學校（立花四丁目）
  - 墨田區吾嬬第一中學校（立花五丁目）
  - 東京都立向島工業高等學校（立花四丁目）
- 東吾嬬公園
- 吾嬬神社（一丁目一番地）

## 備註
1. ↑  墨田区世帯人口現況8月分[永久]

## 外部連結
- 吾嬬神社｜墨田區立花的神社 （页面存档备份，存于）